# Lydie Pongault
Marie-France Helene Lydie Pongault (ur. w 1959) – kongijska polityczka, od 2022 roku minister kultury, turystyki, sztuki i rekreacji.       

## Życiorys
Ukończyła rachunkowość, zarządzanie i prawo prywatne na Université Marien Ngouabi. Po studiach, przez siedemnaście lat zajmowała się księgowością. W 2005 roku rozpoczęła pracę jako dyrektorka ds. administracyjno-finansowych dziennika Les Dépêches de Brazzaville, filii Central African Information Agency. Została także kierowniczką księgarni Les manguiers. Następnie mianowano ją dyrektorką Musée Galerie du Bassin du Congo w Brazzaville.
Została przewodniczącą Femmes de la Cuvette: Vision et Development Durable, organizacji zajmującej się pomocą kobietom departamentu Cuvette.

### Działalność polityczna
W 2013 roku została mianowana doradczynią prezydenta Denisa Sassou-Nguesso ds. kultury. Została także dyrektorką Departamentu Kultury, Sztuki i Turystyki w Kancelarii Prezydenta Republiki Konga. Stanowisko to piastowała, aż do powołania na funkcję ministra. Była doradczynią ministra kultury Bienvenu Okiemy.
24 września 2022 roku prezydent Denis Sassou-Nguesso mianował ją ministrem kultury, turystyki, sztuki i rekreacji w pierwszym rządzie Anatole Collinet Makosso. Zastąpiła na tej funkcji Dieudonné Moyongo (minister kultury) i Destinée Doukaga (minister turystyki i rekreacji). 27 września objęła tekę ministra.

## Odznaczenia i wyróżnienia
- Komandor Orderu Kongijskiego Zasługi (2018)[6]